# Karin Dinslage
Karin Dinslage (* 17. September 1940 in Berlin; † 20. Jahrhundert oder 21. Jahrhundert) war eine deutsche Moderatorin und Fernsehansagerin der ARD beim Hessischen Rundfunk.

## Karriere
Dinslage war ausgebildete Grafikdesignerin, als sie 1963 als Fernsehansagerin zum Hessischen Rundfunk kam. Am 4. September 1965 moderierte sie erstmals die Ziehung der Lottozahlen und war damit die erste Lottofee Deutschlands. Ab 1967 wechselte sie sich mit Karin Tietze-Ludwig ab, bevor sie die Moderation 1971 komplett an diese abgab. Nach einem längeren Aufenthalt mit ihrer Familie in den USA arbeitete sie ab 1974 wieder in ihrem erlernten Beruf, zuletzt war sie in einer Augenarztpraxis beschäftigt.
Die mittlerweile verstorbene Karin Dinslage lebte in Frankfurt am Main, war verheiratet und Mutter zweier Töchter.